# Damón y Fintias
Damón y Pitias fueron dos filósofos pitagóricos que vivieron en el siglo IV a. C. en Sicilia. Su amistad pasaría a la historia por la extraordinaria nobleza que mostraron estos dos hombres en un episodio de sus vidas.

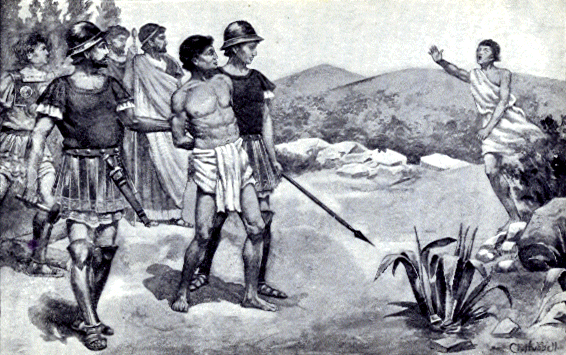
Damón y Pitias

Según diversos autores, que probablemente tomaron como fuente a Aristóxeno, Pitias había conspirado contra el régimen tiránico de Dionisio I de Siracusa por lo que fue condenado a muerte. Pitias suplicó al rey que lo dejase poner en orden sus asuntos particulares y para ello propuso que se quedaría en su lugar su amigo Damón como garantía de que él iba a regresar para ser ejecutado. Damón, al ser llamado por Pitias, se ofreció sin dudarlo como garante, hecho que suscitó las críticas de la gente que lo consideraron temerario, mientras otros alababan la prueba de amistad.
Dionisio había fijado un plazo para que Pitias volviera o de lo contrario Damón sería ejecutado y cuando ya se iba a cumplir el plazo y todos creían que no se iba a presentar, apareció Pitias en el último momento. 
El tirano Dionisio, sorprendido por la gran lealtad que los dos hombres mostraron, perdonó a ambos y solicitó ser partícipe de tan noble amistad, pero ellos no accedieron a ello a pesar de las súplicas de Dionisio.
Esta historia, que tuvo numerosos ecos en el renacimiento, hasta hacer de los personajes prototipos de la amistad más fiel, ha sido recogida por diferentes escritores, como Friedrich von Schiller, Osamu Dazai o Richard Edwards. Una versión antigua a través de la que se difundió en España es la de Valerio Máximo en sus Dictorum et factorum memorabilium, IV, 7, ext. 1.